# Бед Релиджън
Бед Релиджън (на английски: Bad Religion, в превод „Лоша религия“) e една от най-влиятелните и дълготрайни американски хардкор-пънк групи, която съществува и до днес. Бед Релиджън е създадена през 1979 г. в Лос Анджелис, Калифорния от тогавашните още ученици Грег Графин (вокали), Джей Бентли (бас китара), Джей Зискраут (барабани) и Брет Гуреуиц (китара). След като Гуреуиц отива в клиника поради наркозависимостта си, бандата приема следващият си китарист Грег Хътсън, тогавашен фронтмен на групата Circle Jerks

## Студийни албуми
- How Could Hell Be Any Worse? (Как може ада да е по-лош?) (1982)
- Into the Unknown (Към неизвестното) (1983)
- Suffer (Страдание) (1988)
- No Control (Без контрол) (1989)
- Against the Grain (Срещу течението) (1990)
- Generator (Генератор) (1992)
- Recipe for Hate (Предпоставка за омраза) (1993)
- Stranger Than Fiction (По-странно от измислица) (1994)
- The Gray Race (Сивата раса) (1996)
- No substance (Без реална стойност) (1998)
- The New America (Новата Америка) (2000)
- The Process of Belief (2002)
- The Empire Strikes First (Империята атакува първа) (2004)
- New Maps Of Hell (Новите карти на Ада) (10 юли 2007)
- The Dissent of Man (2010)
- True North (2013)
- Christmas Songs (2013)